# Border Lord
Border Lord är Kris Kristoffersons tredje album som släpptes 1972. Öppningsspåret "Josie" blev en mindre hit.

## Låtlista
Samtliga låtar skrivna av Kris Kristofferson, om annat inte anges.
1. "Josie" – 3:12
2. "Burden of Freedom" – 3:22
3. "Stagger Mountain Tragedy" – 2:53
4. "Border Lord" (Stephen Bruton/Donnie Fritts/Kris Kristofferson) – 3:38
5. "Somebody Nobody Knows" – 3:36
6. "Little Girl Lost" – 3:10
7. "Smokey Put the Sweat on Me" – 3:10
8. "When She's Wrong" – 4:47
9. "Gettin' by, High and Strange" – 2:37
10. "Kiss the World Goodbye" – 3:01